# Romagnola (razza bovina)
La Romagnola è una razza bovina tipica della Romagna. In passato i bovini di tale razza erano usati anche per scopi lavorativi, mentre oggi vengono esclusivamente selezionati per la loro carne.

## Le origini

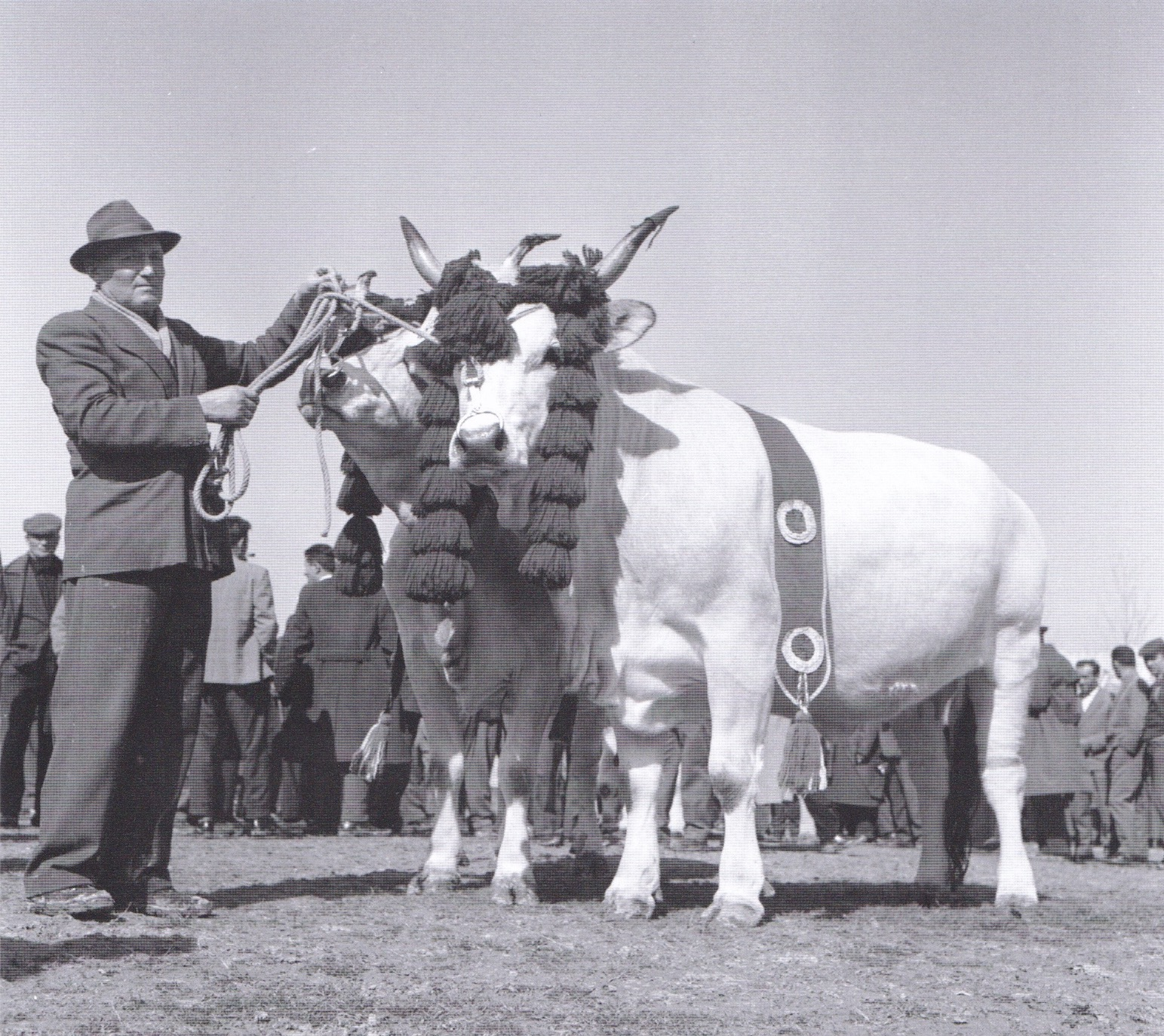
Buoi di razza romagnola alla Fiera di San Gregorio (Morciano, 1962)

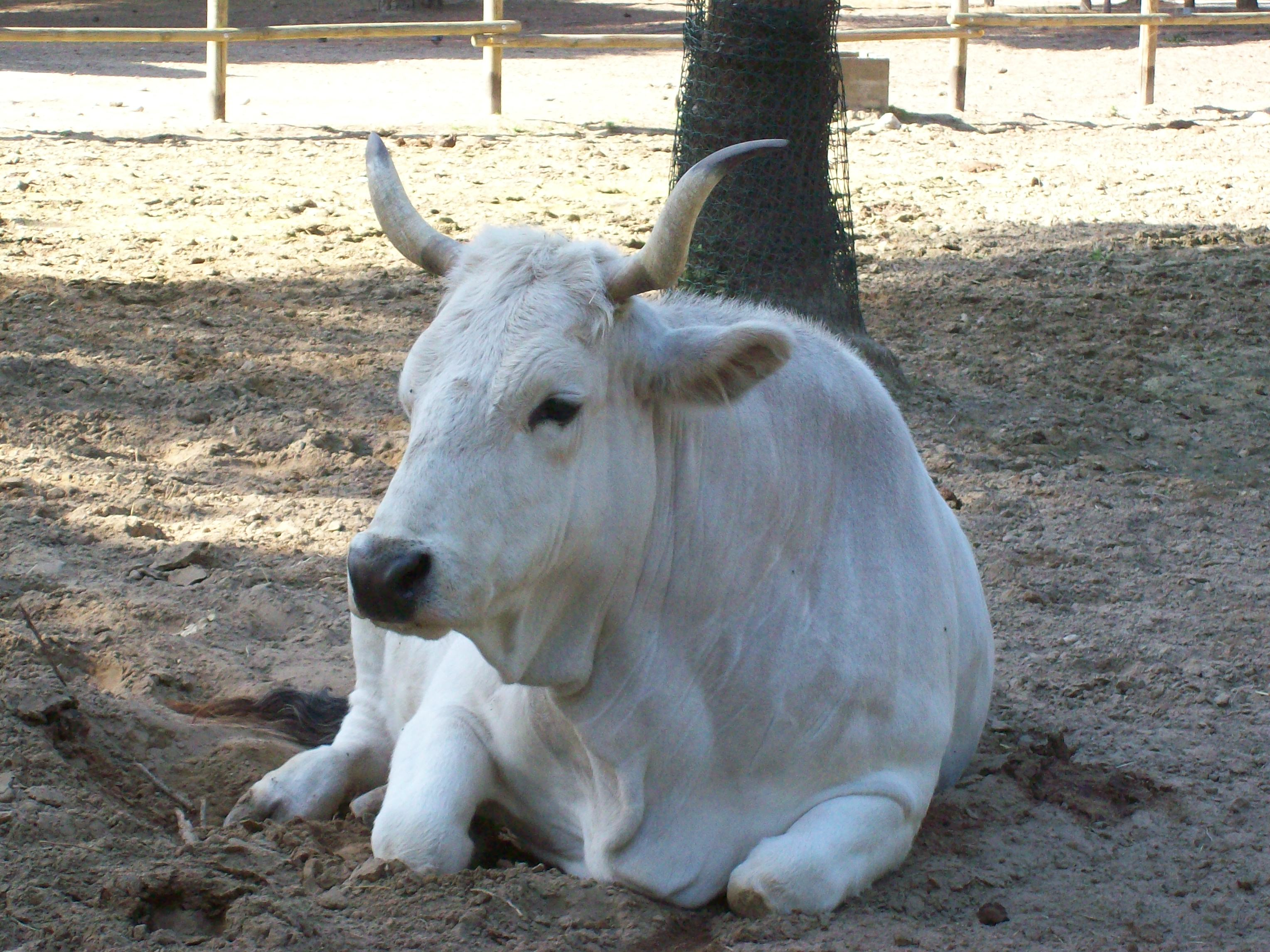
Vacca Romagnola

La razza Romagnola ha origini antichissime, e deriva dal Bos taurus macroceros ("uro dalle grandi corna"), un bovino proveniente dalle steppe dell'Europa centro-orientale, nella regione della Podolia, in Ucraina. Sebbene vi sia un'opinione predominante e ormai data per accertata, esistono diverse ipotesi sull'origine della razza, raggruppate in tre correnti principali:

### La teoria "barbarica"
La teoria tradizionale, di origine ottocentesca, ipotizza l'arrivo in Italia di tali bovini tramite invasioni o migrazioni di popolazioni straniere, principalmente di stirpe germanica o unna. Gli studiosi sono in disaccordo su quale popolo avesse introdotto il bestiame podolico: molti autori indicano gli Unni di Attila, ipotesi dibattuta dal fatto che questi avevano fatto solo una fugace apparizione in Italia. Secondo Ludwig Ruetimeyer, padre dell'Archeozoologia, sarebbero invece bovini arrivati in Italia nel VI secolo al seguito dei Longobardi guidati da Agilulfo, che ivi si stabilirono in modo permanente. I longobardi infatti, proprio a causa della natura stabile della loro migrazione, si sarebbero portati appresso tutti i loro averi, compresi gli armenti. Secondo altri autori sarebbe stato introdotto dagli Ariani, durante migrazioni in più riprese dall'Asia.

### La teoria mediterranea
La teoria, supportata da recenti scoperte genetiche, ipotizza la presenza dei bovini podolici nel bacino mediterraneo già dal Neolitico, e la loro successiva introduzione nella penisola italica, ad opera di Fenici o Cartaginesi.

### La teoria autoctona
Alcuni studiosi ritengono tali bovini originari dell'Italia peninsulare, identificandoli con i bovini a corna lunghe raffigurati nelle pitture e nelle sculture etrusche. Secondo questa teoria, la razza sarebbe stata esportata dai Romani nel resto della penisola italiana e nelle zone da loro conquistate.

## Caratteristiche morfologiche
Molto diffusa nelle attuali province di Forlì-Cesena, Ravenna, Bologna, Ferrara e Pesaro-Urbino, questa razza ha trovato un ambiente favorevole, ricco di foraggi e con un buon clima. Originariamente questa razza era adibita a scopi lavorativi, che nelle terre forti e tenaci di Romagna rendevano necessari particolari attributi fisici, di natura presenti in questa razza, come anteriore ben sviluppato, struttura solida, arti brevi e robusti. Altre caratteristiche della specie sono l'aspetto imponente, massiccio e raccolto, la testa piccola e breve, l'occhio grande ed espressivo e la notevole giogaia. Il manto si presenta fromentino alla nascita, bianco porcellana, sono presenti sfumature grigie nel toro, con presenza di peli neri nel orecchie, collo, sulle cosce e spesso attorno agli occhi, caratteristica detta occhialutura. Le corna sono leggere e nere in punta, a forma di semiluna nel maschio e di lira nella femmina. Presenta arti corti rispetto alla profondità toracica ed è più piccola in confronto alla razza Chianina e alla Marchigiana, pur avendo gli stessi pesi. Gli arti sono assai robusti, con unghioni duri e ben conformati. La statura varia dai 1.45-1.55 m nelle femmine (7-8 quintali), 1.55-1.70 m nei tori (12-14 quintali). Nei giovani l'accrescimento medio è di 1 kg al giorno.

## Caratteristiche produttive
La razza Romagnola, originariamente a duplice attitudine, è oggi selezionata solo per la carne. La produzione di latte è tendenzialmente scarsa per il vitello, mentre la qualità della carne è ottima, con giusta marezzatura e tenerezza. Le rese della macellazione sono: 58-63% nei vitelloni, 55-60% nelle vacche ingrassate e nei buoi. La comprovata qualità delle sue carni, organoletticamente superiori, colloca la Romagnola nel novero delle migliori razze bovine da carne esistenti.

## Selezione
L'evoluzione delle tecniche agricole e la progressiva meccanizzazione, contribuirono ad indirizzare la selezione dei bovini verso la produzione di carne. Grazie alle caratteristiche morfologiche e funzionali di razza specializzata per la produzione di carne, unitamente ai trascorsi dinamici e lavorativi che ne garantiscono una grande robustezza, la Romagnola è stata notata da numerosi allevatori stranieri.